# Épersy
Épersy (prononciation : /epɛʁzi/ ), est une ancienne commune française située dans le département de la Savoie en région Auvergne-Rhône-Alpes. Elle fait partie du Pays de l'Albanais et du Canton d'Albens.
Par arrêté préfectoral du 25 septembre 2015, elle devient une commune déléguée au sein de la commune nouvelle d'Entrelacs le 1er janvier 2016.

## Géographie
Epersy est une commune située au sud d’Albens, de l’autre côté de la route qui mène à Annecy, en colline sur la rive droite du Sierroz, qui la sépare de Grésy-sur-Aix. Elle jouxte les communes de Mognard et Saint-Ours. Situé à 10 km d'Aix-les-Bains et 22 km de Chambéry.
La commune se compose d'un chef-lieu auquel s'ajoutent 13 hameaux : Les Dagands, Les Bois, La Verdasse, Les Caves, Primaz, Les Dreillis, Les Champs-devant, Toisy, Tuisie, Les Donchettes, Les Ires, Les Lambert, Le Motin.
Epersy possède 35 hectares de forêts.

## Toponymie
En francoprovençal, le nom de la commune s'écrit Éparzi, selon la graphie de Conflans.

## Histoire
Le nom et le statut d'Epersy ont évolué au cours des siècles : Spartiacum au XIe siècle, Spartziacum au XIIe siècle. Au XVIIe siècle, Epersiacum dépendait du Comté de Cessens. Epersi puis Expersy fut détaché du Genevois en 1749 et Epercy en Savoie fut rattaché à la Province de Savoie Propre jusqu'en 1792...
Depuis le XVIIIe siècle, la commune d'Epersy est décrite comme une campagne "bien cultivée" : céréales (froment, seigle, avoine), élevage de vaches et moutons, des fruits variés, principalement pommes, noix et châtaignes ainsi que du vin de qualité inférieure.
En 1920, on recense un atelier de distillerie concernant une trentaine de familles.
Le XXe siècle a connu une accélération dans l'évolution des exploitations agricoles. De 62 exploitations en 1929 on arrive à 48 en 1955, 28 en 1970, 25 en 1980. Il ne reste que cinq exploitations agricoles encore en activité aujourd'hui.
La commune fusionnera avec Albens, Cessens, Mognard, Saint-Germain-la-Chambotte et Saint-Girod pour former au 1er janvier 2016 la commune d'Entrelacs.

## Politique et administration

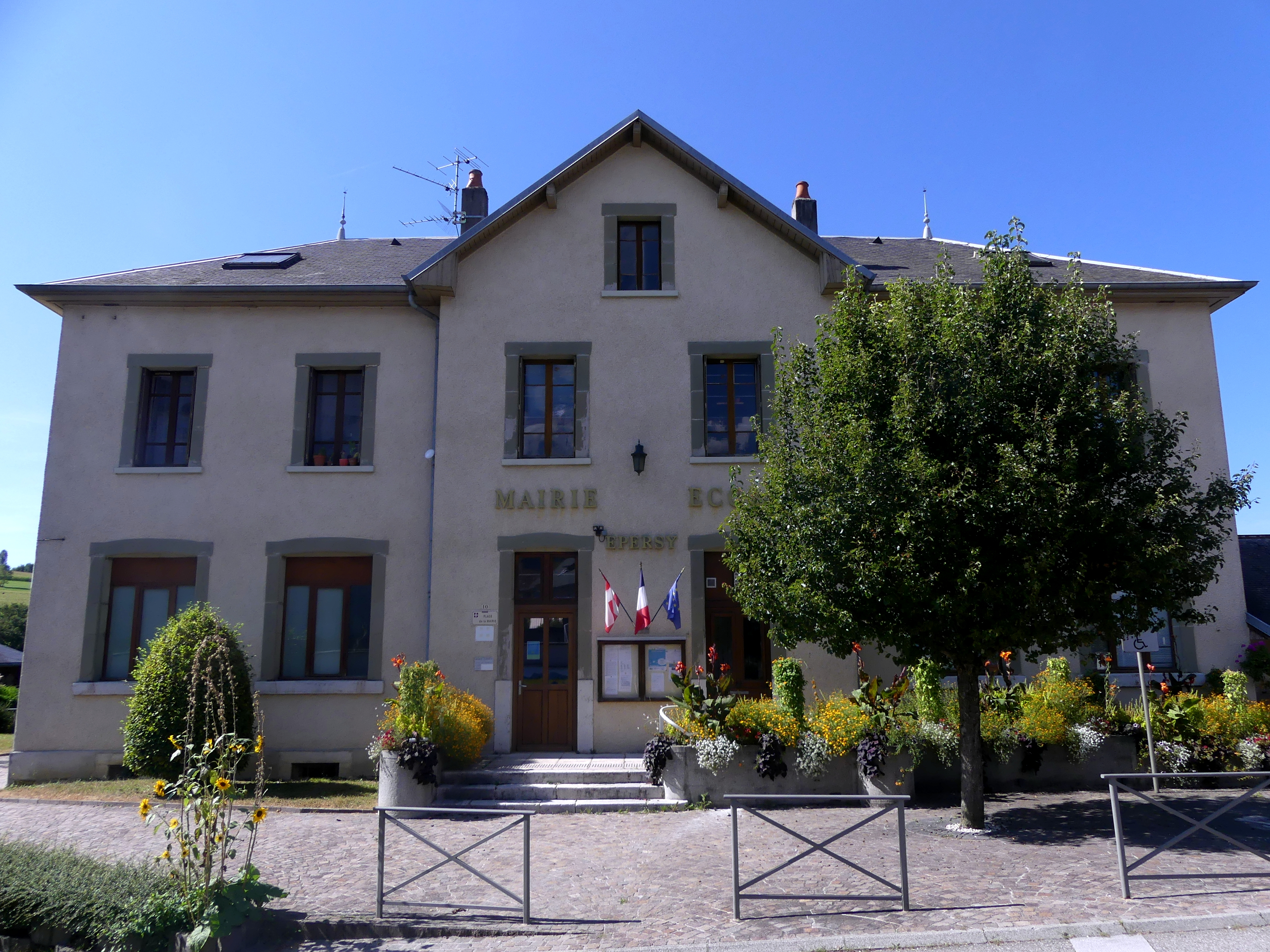
Bâtiment de la mairie.

| Période                                  | Période       | Identité           | Étiquette | Qualité |
| ---------------------------------------- | ------------- | ------------------ | --------- | ------- |
| Les données manquantes sont à compléter. |               |                    |           |         |
| mars 2001                                | mars 2014     | Nicole Pellicioli  |           |         |
| mars 2014                                | décembre 2015 | Christophe Derippe |           |         |

## Population et société

### Démographie
La commune héberge agriculteurs, ouvriers et travailleurs du secteur tertiaire. La densité est d'environ 100 habitants au kilomètre carré. Epersy est la plus petite commune du canton pour sa superficie, en nombre d'habitants et la valeur du potentiel fiscal total.
L'évolution du nombre d'habitants est connue à travers les recensements de la population effectués dans la commune depuis 1793. À partir du 1er janvier 2009, les populations légales des communes sont publiées annuellement dans le cadre d'un recensement qui repose désormais sur une collecte d'information annuelle, concernant successivement tous les territoires communaux au cours d'une période de cinq ans. 
Pour les communes de moins de 10 000 habitants, une enquête de recensement portant sur toute la population est réalisée tous les cinq ans, les populations légales des années intermédiaires étant quant à elles estimées par interpolation ou extrapolation. Pour la commune, le premier recensement exhaustif entrant dans le cadre du nouveau dispositif a été réalisé en 2007,.
En 2013, la commune comptait 340 habitants, en évolution de +11,11 % par rapport à 2008 (Savoie : +3,87 %, France hors Mayotte : +2,49 %).
| 1793 | 1800 | 1806 | 1822 | 1838 | 1848 | 1858 | 1861 | 1866 |
| ---- | ---- | ---- | ---- | ---- | ---- | ---- | ---- | ---- |
| 236  | 226  | 267  | 245  | 341  | 362  | 342  | 356  | 375  |

| 1872 | 1876 | 1881 | 1886 | 1891 | 1896 | 1901 | 1906 | 1911 |
| ---- | ---- | ---- | ---- | ---- | ---- | ---- | ---- | ---- |
| 380  | 369  | 354  | 335  | 405  | 340  | 325  | 335  | 311  |

| 1921 | 1926 | 1931 | 1936 | 1946 | 1954 | 1962 | 1968 | 1975 |
| ---- | ---- | ---- | ---- | ---- | ---- | ---- | ---- | ---- |
| 238  | 237  | 237  | 216  | 214  | 197  | 162  | 166  | 168  |

| 1982 | 1990 | 1999 | 2007 | 2011 | 2013 | - | - | - |
| ---- | ---- | ---- | ---- | ---- | ---- | - | - | - |
| 192  | 242  | 290  | 305  | 346  | 340  | - | - | - |

### Manifestations culturelles et festivités
La balade de la Châtaigne - Organisée chaque année en automne par l'association Épersy Sports et Loisirs, il s'agit d'un rallye pédestre familial agrémenté de châtaignes et suivi d'un repas préparé par les habitants.

## Culture locale et patrimoine

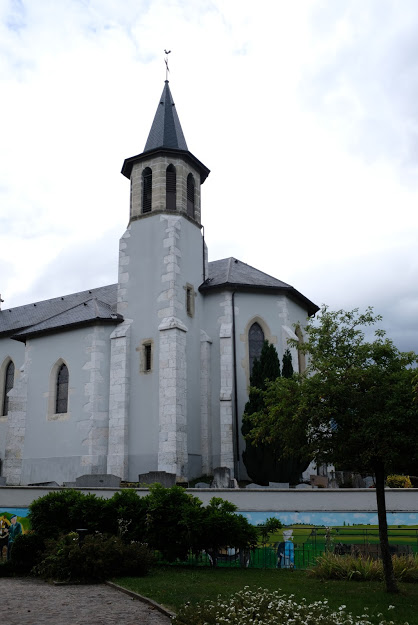
Église Saint-Maurice.

### Lieux et monuments
- Église placée sous le patronage de Saint Maurice. Le nouvel édifice, de style néogothique, est construit selon les plans de l'architecte des Bâtiments du département et architecte diocésain, Joseph Samuel Revel, en 1862[7].